# Iker Flores Galarza
Iker Flores Galarza (Urdiain, 28 de juliol de 1976) és un ciclista navarrès, que fou professional de 1999 fins al 2007. Quasi tota la seva carrera la disputà a l'equip Euskaltel-Euskadi. La seva principal victòria fou el triomf al Tour de l'Avenir de 2000. Va participar en diferents edicions del Tour, Giro i Volta a Espanya, i l'any 2005 va quedar com a fanalet vermell de la ronda francesa.
El seu germà Igor també fou ciclista professional.

## Palmarès
- 2002
  - 1r al Tour de l'Avenir i vencedor d'una etapa
- 2007
  - 1r a la Classificació per punts de la Volta al País Basc

### Resultats al Tour de França
- 2001. Abandona (2a etapa)
- 2004. 60è de la classificació general
- 2005. 155è de la classificació general

### Resultats a la Volta a Espanya
- 2002. 71è de la classificació general
- 2003. 18è de la classificació general

### Resultats al Giro d'Itàlia
- 2006. 35è de la classificació general